# Paracrax
Paracrax — викопний рід нелітаючих каріамоподібних птахів вимерлої родини Bathornithidae, що існував в Північній Америці у ранньому олігоцені (33 — 30 млн років тому).

## Таксономія
У 1871 році Отніїл Чарльз Марш описав зразок, що знайдений у штаті Колорадо, під назвою Meleagris antiquus як представника індичкових (Meleagridinae). У 1964 році Пірс Бродскорб переописав вид як Paracrax antiqua та відніс його до родини краксових (Cracidae). У 1968 році вид віднесли до родини Bathornithidae. До виду Paracrax antiqua приєднали також Oligocrocorax mediterranus, який раніше відносили до бакланових (Phalacrocoracidae). Згодом описано ще два види P. wetmorei і P. gigantea.

## Опис
Це був нелітаючий птах заввишки до 2 м. Пристосований до життя у степах. За способ життя схожий на своїх південноамериканських родичів — фороракосів. Був актисним хижаком, що полював на дрібних ссавців, плазунів і птахів.